# Project Indy
Project Indy foi uma equipe de automobilismo fundada pelo alemão Andreas Leberle, ex-mecânico-chefe da equipe Euromotorsport. Disputou a CART entre 1994 e 1998, marcando apenas 25 pontos durante sua passagem pela categoria.
Na CART, teve como pilotos os alemães Christian Danner (ex-piloto de Fórmula 1 e futuro sócio de Leberle na Project) e Arnd Meier, o francês Franck Fréon, os norte-americanos Buddy Lazier, Johnny Parsons (não-classificado para as 500 Milhas de Indianápolis em 1995) e Dennis Vitolo, o belga Didier Theys (que também não conseguiu vaga para a prova em 1994), os italianos Andrea Montermini e Domenico Schiattarella, o austríaco Hubert Stromberger e o brasileiro Roberto Moreno. Sua melhor temporada veio logo na estreia, em 1994, quando marcou 11 pontos (dez com Montermini, um com Fréon). A equipe encerrou suas atividades na categoria em 1998, quando disputou 3 provas, 2 com Moreno (Homestead e Motegi) e Schiattarella (Long Beach). A melhor posição de chegada foi um 9º lugar obtido por Danner no GP de Miami de 1995.
Teve passagem ainda nas 2 primeiras temporadas da Indy Racing League, com Johnny Unser (sobrinho de Al Unser, Jr.) e o neozelandês Rob Wilson, que não se classificou para a Indy 500 de 1996.

## Pilotos

### CART
- Christian Danner (1994–1995)
- Franck Fréon (1994–1995)
- Didier Theys (1994)
- Buddy Lazier (1995)
- Arnd Meier (1997)
- Andrea Montermini (1994)
- Roberto Pupo Moreno (1998)
- Domenico Schiattarella (1994–1995, 1998)
- Hubert Stromberger (1995)
- Johnny Parsons (1995)
- Dennis Vitolo (1996–1997)

### IRL
- Johnny Unser (1996)
- Rob Wilson (1996)